# John Buscema
John Buscema, född Giovanni Natale Buscema den 11 december 1927 i Brooklyn, New York, död den 10 januari 2002 i Port Jefferson, New York, var en amerikansk serieskapare som arbetade på Marvel Comics under 1960- och 1970-talen. Han har skapat bland annat Silvermane, Conan och Squadron Supreme.